# Bartolomeo Coda
Bartolomeo Coda, genannt Bartolomeo da Rimini (nachweisbar ab 1516; † 26. Dezember 1565 in Rimini) war ein italienischer Maler, der seine Werke auch mit Bartolomaeus Ariminensis signierte.

## Leben
Der Maler Bartolomeo Coda war ein Sohn des Malers Benedetto Coda und wurde wahrscheinlich von diesem ausgebildet. Ab 1516 war er in dessen Werkstatt in Rimini tätig. Ab spätestens 1537 übernahm er deren Leitung. Gegen 1528 erhielt er von der Rochusbruderschaft den Auftrag für eine Madonna mit den Heiligen Rochus, Sebastian und Engeln, die sich nicht erhalten hat. Ob sie mit dem nur fragmentarisch erhaltenen Bild im Hildesheimer Museum identisch ist, das 1945 verbrannte, ist nicht klar.
1531 erhielt Coda mit seinem Vater den Auftrag, für die Gemeinde San Domenico in Cesena eine Muttergottes mit Gottvater und den heiligen Jakobus, Christophorus und Katharina zu malen. Das Bild lässt sich heute nicht mehr nachweisen. 1541 erhielt er von der Sebastiansbruderschaft in Rimini den Auftrag, für einen heiligen Sebastian mit den hll. Rochus und Vinzenz Ferrer. Für 1544 ist seine Mitgliedschaft im Stadtrat von Rimini dokumentiert. 1549 malte er ein Gästezimmer im Palazzo Comunale aus; die Arbeit ist nicht erhalten. In den nächsten Jahren folgten zahlreiche weitere Aufträge, Altargemälde und Fresken, von überwiegend katholischen Einrichtungen, die nur zum Teil erhalten geblieben sind. Darüber hinaus erhielt er auch Aufträge aus Dalmatien, wohin er einige seiner Werke verschickte. Spätestens 1562 entschied er sich vermutlich Dominikaner zu werden.
Künstlerisch stehen seine Werke denen seines Vaters nahe, wobei ein deutlicher Einfluss durch die Kunst Raffaels erkennbar ist.

## Ausgewählte Werke
Cesena, Biblioteca Malatestiana
- Die Grablegung Christi, 1541
- Christus und die Samariterin

Cesena, Pinacoteca Comunale
- Die Anbetung Christi

Faenza, Museo Diocesano
- Muttergottes mit Heiligen.

Rimini, Oratorium da Santa Croce
- Die Verehrung des Kreuzes. um 1562/63

Rimini, San Giuliano
- Die Kreuzigung Christi. um 1562/63

Rimini, Santi Marino e Bartolomeo
- Muttergottes mit Engeln und Heiligen

Trogir, Dom
- Die Taufe Christi.

Valdragone, Pfarrkirche
- Die Verkündigung, um 1540–1550
- Der heilige Petrus, um 1540–1550
- Die Geburt Mariae, um 1540–1550
- Der heilige Jakobus, um 1540–1550
- Mariae Tempelgang, um 1540–1550
- Die Heimsuchung, um 1540–1550
- Der heilige Johannes der Täufer, um 1540–1550
- Die Geburt Christi, um 1540–1550
- Der heilige Paulus, um 1540–1550